# Una leyenda viva llamada El Tri
Una Leyenda Viva Llamada El Tri es el sexto álbum de estudio de la banda de rock El Tri, lanzado al mercado por Warner Music Group en 1990. Fue relanzado en formato de casete y disco compacto en 1994 por la misma disquera.
La versión en formato de disco de vinilo de 1990 contenía una canción llamada «Negra Modelo (Bring It on Home to Me)» (la cual el nombre en español hace alusión a la marca de cerveza del mismo nombre de Grupo Modelo), pero fue excluida del álbum en las reediciones posteriores, debido a que no se contaba con el permiso adecuado de la misma compañía cervecera.

## Lista de canciones

### Versión original de 1990 en formato de disco de vinilo

#### Lado A
| Side one |                                         |                       |          |  |
| N.º      | Título                                  | Escritor(es)          | Duración |  |
| 1.       | «Casa, comida y sustento»               | Álex Lora             | 3:21     |  |
| 2.       | «Viejas de vecindad»                    | Álex Lora             | 4:34     |  |
| 3.       | «Otra garrapata más»                    | Álex Lora             | 5:10     |  |
| 4.       | «El desempleado»                        | Lora / Rafael Salgado | 3:49     |  |
| 5.       | «Negra modelo (Bring it on home to me)» | Lora / Sam Cooke      | 4:14     |  |

#### Lado B
| Side two |                     |              |          |  |
| N.º      | Título              | Escritor(es) | Duración |  |
| 6.       | «Me voy a suicidar» | Álex Lora    | 3:35     |  |
| 7.       | «Ríe»               | Álex Lora    | 2:56     |  |
| 8.       | «Millones de niños» | Álex Lora    | 6:35     |  |
| 9.       | «Como una lombriz»  | Álex Lora    | 3:16     |  |
| 10.      | «Nuestra realidad»  | Álex Lora    | 2:10     |  |

### Reedición en formato de casete de 1994

#### Lado A
| Side one |                           |                |          |  |
| N.º      | Título                    | Escritor(es)   | Duración |  |
| 1.       | «Casa, comida y sustento» | Álex Lora      | 3:21     |  |
| 2.       | «Viejas de vecindad»      | Álex Lora      | 4:34     |  |
| 3.       | «Otra garrapata más»      | Álex Lora      | 5:10     |  |
| 4.       | «El desempleado»          | Lora / Salgado | 3:49     |  |
| 5.       | «Nuestra realidad»        | Álex Lora      | 2:10     |  |

#### Lado B
| Side two |                     |              |          |  |
| N.º      | Título              | Escritor(es) | Duración |  |
| 6.       | «Me voy a suicidar» | Álex Lora    | 3:35     |  |
| 7.       | «Ríe»               | Álex Lora    | 2:56     |  |
| 8.       | «Millones de niños» | Álex Lora    | 6:35     |  |
| 9.       | «Como una lombriz»  | Álex Lora    | 3:16     |  |

### Reedición en formato de disco compacto de 1994
| Side one |                           |                       |          |  |
| N.º      | Título                    | Escritor(es)          | Duración |  |
| 1.       | «Casa, comida y sustento» | Álex Lora             | 3:21     |  |
| 2.       | «Viejas de vecindad»      | Álex Lora             | 4:34     |  |
| 3.       | «Otra garrapata más»      | Álex Lora             | 5:10     |  |
| 4.       | «El desempleado»          | Lora / Rafael Salgado | 3:49     |  |
| 5.       | «Alguien para amar»       | Álex Lora             | 3:17     |  |
| 6.       | «Me voy a suicidar»       | Álex Lora             | 3:35     |  |
| 7.       | «Ríe»                     | Álex Lora             | 2:56     |  |
| 8.       | «Millones de niños»       | Álex Lora             | 6:35     |  |
| 9.       | «Como una lombriz»        | Álex Lora             | 3:16     |  |
| 10.      | «Nuestra realidad»        | Álex Lora             | 2:10     |  |

## Créditos
- Álex Lora — voz principal y guitarra
- Sergio Mancera — guitarra
- Rafael Salgado — armónica
- Rubén Soriano — bajo
- Pedro Martínez — batería
- José Quintana — piano
- Chela Lora — coros